# Aporum brevimentum
Aporum brevimentum é uma espécie de orquídea epífita de hábito pendente e flores pequenas, que habita a Tailândia.